# Danny Barcelona
Danny Barcelona (* 23. Juli 1929 in Waipahu, Hawaii; † 1. April 2007 in San Gabriel, Kalifornien) war ein US-amerikanischer Jazz-Schlagzeuger. Er wurde vor allem durch seine Mitgliedschaft in der All-Star-Band von Louis Armstrong bekannt, der er fast 15 Jahre angehörte.

## Leben und Wirken
Barcelona hatte philippinische Vorfahren und wurde auf Hawaii geboren; daher wurde er später von Louis Armstrong als The Little Filipino Boy vorgestellt. Mit 18 Jahren und in seinem letzten Jahr auf der Highschool war Barcelona Anfang der 1950er bei Trummy Youngs Hawaii All Stars. Young empfahl ihn 1956 an Louis Armstrong; Barcelona wurde daraufhin Armstrongs Schlagzeuger. Im Herbst 1957 zog er nach New York City und wirkte in den folgenden Jahren an zahlreichen Aufnahmen Armstrongs mit, wie bei seinen Hits Hello, Dolly! (1968) oder What a Wonderful World und war bei dessen Welttourneen dabei.
Erst nach Armstrongs Tod im Juli 1971 kehrte er nach Hawaii zurück und hatte ein langfristiges Engagement im Hilton Hawaiian Village Hotel und arbeitete in Musikgeschäften. 1979 zog Barcelona erneut nach Nordamerika und ließ sich in Monterey Park (Kalifornien) nieder.